# 금강앵무 (종)

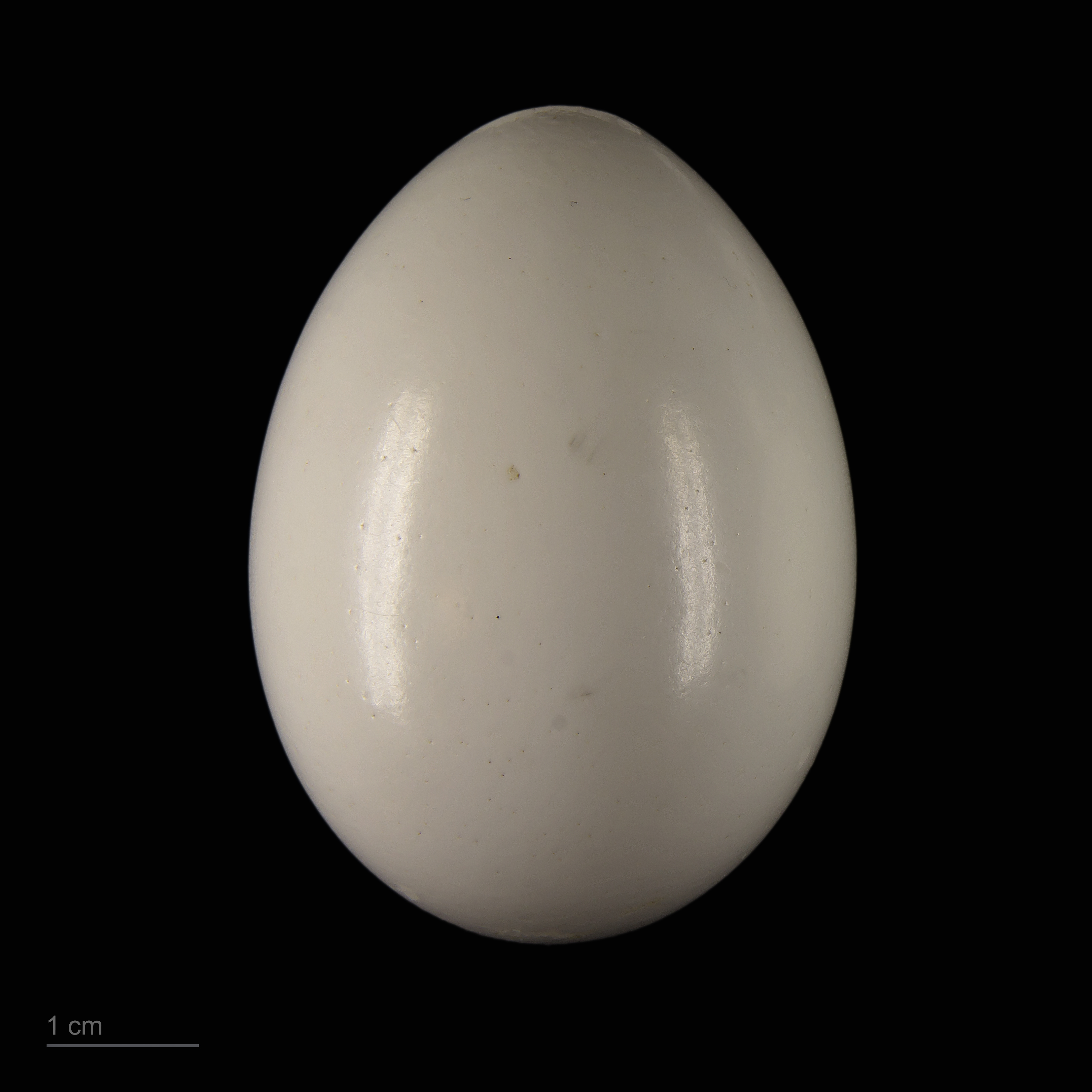
Ara macao

금강앵무(Ara macao)는 노란색, 빨간색, 파란색이 섞여있는 금강앵무이다. 남미에서 중미에 이르기까지 서식한다.

## 서식
열대 중남미의 습한 상록수 숲에서 살며, 멕시코 남동부에서 페루 아마존, 에콰도르, 콜롬비아, 볼리비아, 베네수엘라 및 브라질의 500 미터 (1,640 ft)에서 최대 1,000 미터 (3,281 ft)의 저지대 지역에서 산다. 일부 지역에서는 앵무새 교역의 서식지 파괴와 지나친 포획으로 인해 지역 멸종 위기에 처해 있지만, 다른 지역에서는 상당히 흔하게 남아 있다. 이전에는 북쪽에서 남쪽으로 타마울리파스주에 이르기까지 서식지가 넓었다. 코이바 섬에서는 여전히 찾아볼 수 있다.

## 문화
온두라스의 나라새이다. 상대적으로 파란색과 노란색 사랑앵무와 마찬가지로 붉은꼬리모자앵무는 눈에 띄는 깃털의 결과로 조류 재배에서 인기가 있는 새이다.
1. ↑  국가생물다양성센터. “Ara macao  (Linnaeus, 1758) 금강앵무”. 《국가 생물다양성 정보공유체계》.
2. ↑  “Appendices | CITES”. 《cites.org》. 2022년 1월 14일에 확인함.